# County Cavan
County Cavan (Irsk: Contae an Chabháin) er et county i Republikken Irland, hvor det ligger i provinsen Ulster.
County Cavan omfatter et areal på 1.931 km² med en samlet befolkning på 63.961 (2006). 
Det administrative county-center ligger i byen Cavan.
- Wikimedia Commons har flere filer relateret til County Cavan

53°55′00″N 7°15′00″V / 53.916666666667°N 7.25°V